# 山麓博本海姆
山麓博本海姆是德国莱茵兰-普法尔茨州的一个市镇。总面积6.33平方公里，总人口839人，其中男性412人，女性427人（2011年12月31日），人口密度133人/平方公里。